# Carla Del Ponte
Carla Del Ponte (Lugano, 9 de fevereiro de 1947) é uma ex-diplomata e juíza suíça. Foi antiga procuradora-geral de dois tribunais de direito penal internacional das Nações Unidas. Antiga procuradora-geral da Suíça, foi nomeada procuradora do Tribunal Penal Internacional para a ex-Jugoslávia (TPIJ) e pelo Tribunal Penal Internacional para o Ruanda (ICTR) em agosto de 1999, substituindo Louise Arbour.
Em 2003, o Conselho de Segurança das Nações Unidas retirou Del Ponte como procuradora do ICTR, e substituiu-a por Hassan Bubacar Jallow num esforço para acelerar o processo naquele Tribunal. Manteve-se como Procuradora do TPIJ até 1 de janeiro de 2008, quando foi sucedida por Serge Brammertz.
Del Ponte foi a embaixadora da Suíça na Argentina de 2008 a fevereiro de 2011.
Na sua carreira, Carla Del Ponte não deixou de suscitar um grande número de críticas - positivas mas também negativas - e controvérsia, primeiro pelas suas intervenções na área financeira e depois pelas que estão na arena internacional.

## Biografia
Del Ponte nasceu em Lugano em 1947. É fluente em italiano, alemão, francês e inglês. Estudou Direito em Berna e Genebra, bem como no Reino Unido. Licenciou-se em 1972. Após concluir os seus estudos, Del Ponte juntou-se a uma firma de advocacia privada em Lugano, que deixou em 1975 para se estabelecer por conta própria.
Em 1981 foi nomeada juíza de instrução, e mais tarde procuradora da Procuradoria do Distrito de Lugano. Como procuradora, Del Ponte lidou com casos de branqueamento de capitais, fraude, tráfico de droga, contrabando de armas, terrorismo e espionagem, muitas vezes procurando os muitos laços internacionais da Suíça como um centro de negócios global.
Foi nesse período que Del Ponte e o juiz de instrução Giovanni Falcone descobriram a ligação entre os branqueadores de capitais suíços e o tráfico italiano de droga na chamada "ligação pizza". O Juiz Falcone foi morto com uma bomba da máfia. Del Ponte teve mais sorte quando meia tonelada de explosivos colocados em sua casa em Palermo foram descobertos a tempo de escapar à tentativa de assassinato sem sofrer danos. A morte de Falcone reforçaria a sua determinação em combater o crime organizado: tornou-se a primeira figura pública na Suíça, forçando-o a ter alta proteção e a utilizar veículos blindados.
Depois de ter cumprido cinco anos na Suíça como procuradora-geral, em 1999 Del Ponte juntou-se ao Tribunal Penal Internacional para a Ex-Jugoslávia (TPIJ) e ao Tribunal Penal Internacional para o Ruanda (ICTR) para lidar com casos de crimes de guerra, como procurador. Numa entrevista no final de 2001 sobre crimes de guerra cometidos durante as guerras jugoslavas da década de 1990, Del Ponte disse: "A justiça para as vítimas e sobreviventes requer esforço internacional e nacional".
Em 30 de janeiro de 2007, Del Ponte anunciou a sua intenção de renunciar ao cargo de Procurador-Geral do Tribunal no final do ano, afirmando que era "hora de voltar a uma vida normal". Seu cargo foi herdado por Serge Brammertz em 1 de janeiro de 2008.
Nomeada membro da Comissão Internacional Independente de Inquérito para a Síria em setembro de 2012, sob os auspícios do Conselho de Direitos Humanos da ONU, declarou em 6 de maio de 2013 ao microfone de uma estação de rádio suíça de língua italiana que, de acordo com o testemunho recolhido pela comissão, "os rebeldes usaram armas químicas, usando gás sarin", enquanto afirmavam que as investigações "ainda precisavam de ser minuciosas, verificado e confirmado através de novos testemunhos". As suas alegações foram negadas pelo secretariado da Comissão em Genebra, que afirma não estar na posse de provas "para concluir que as armas químicas foram usadas pelas partes no conflito". Estes comentários são considerados irresponsáveis porque foram feitos após entrevistas e "sem provas indiscutíveis" pela jornalista Ana Maria Luca, que acrescentou que "mostra a sua ignorância da Síria".
Demitiu-se da comissão de inquérito à Síria em agosto de 2017, dizendo que estava a "não fazer absolutamente nada" e acusando os seus membros de "não quererem estabelecer justiça". Diz estar "convencida" de que a comunidade internacional tem provas suficientes para condenar Bashar al-Assad por crimes de guerra9. No entanto, afirma também: "No início havia o bem e o mal. Oposição do lado do bem e do governo no papel do mal. Agora, todos na Síria estão do lado do mal. O governo de Assad cometeu crimes terríveis contra a humanidade e usou armas químicas. E a oposição é agora composta apenas por extremistas e terroristas.